# キャマ
キャマ（Cama）とは、アラブ首長国連邦のドバイでヒトコブラクダとリャマとの間に人工的に作られた種間雑種である。
ヒトコブラクダの体重はリャマの6倍と、体格差が非常に大きいため、交配は人工授精による。ヒトコブラクダの雌とリャマの雄を自発的に交配させる試みは失敗している。これまでに生まれたキャマはラクダに似た短い耳と長い尾、剛毛を持ち、こぶは無く、リャマに似た蹄を持つ。
1998年にヒトコブラクダの父とリャマの母の間に生まれた最初のキャマは雄で、ラーマ（Rama）と名付けられた。ラーマは4歳で成熟し、リャマとグアナコの雌に興味を持った。ラーマは成長するにつれ大変気難しい性格を持っていることが明らかになったが、それがこの雑種固有のものなのか、それとも人工飼育の結果によるものなのかは不明である。その後2002年に人工授精により2頭目のキャマ（雌）が作られ、 カミラ（Kamilah）と名付けられた。リャマもラクダも74本の染色体を持つためキャマは生殖能力を持っている可能性があり、将来品種改良によってリャマよりも体格、肉と毛の収量、積載量に優れ、ラクダよりもおとなしい家畜を作り出すことが期待されている。